# Tchoupanides
1336–1357
Entités précédentes :
- Ilkhanat de Perse

Entités suivantes :
- Horde d'or

Les Tchoupanides ou Tchobanides, Chupanides, Chobanides ou Tchupanides aussi connus sous le nom de Suldus (Süldüz, Soldus), sont les descendants d'un émir mongol nommé Chupan, qui ont pris de l'importance au XIVe siècle en Iran. D'abord serviteurs sous les Ilkhans, ils prennent le contrôle de facto du territoire après la chute de l'Ilkhanat. Les Chupanides font d'Arran (Azerbaïdjan) leur bastion, tandis que les Djalayirides prennent le contrôle de Bagdad. Ils règnent de 1337 à 1357.

## Remarque
Ne pas confondre les Chupanides descendants de l'émir Chupan à Tabriz en Iran avec les Çobanoğulları (fils de Çoban) membres d'une petite dynastie beylicale qui a régné en Anatolie sur Kastamonu et sa région de 1225 environ, jusqu’en 1291.

## Les premiers Chupanides
Les premiers Chupanides étaient membres de la tribu des Suldus (Süldüz, Soldus). Sorgan Chira, l’un des plus importants d’entre eux était au service de Gengis Khan lors de son ascension au pouvoir. Plus tard, les Chupanides ont vécu sous l’autorité des Ilkanides. Un descendant de Sorgan Sira, Amir Tuda'un, trouve la mort en 1277 lors de la bataille d'Elbistan contre les Mamelouks. Il laisse un fils, Malek, qui engendre l’émir Chupan avec le titre de Noyan, l’éponyme de la dynastie.

## Chupan et ses fils
Au début du XIVe siècle, l’émir Chupan est au service de trois Ilkhanides successifs. Le premier est Ghazan Mahmud. Chupan acquiert rapidement de l’influence sur les Ilkhanides. Il se marie à plusieurs reprises avec des membres de le descendance d’Houlagou Khan. Le troisième Ilkhanides qu’il sert, Abu Saïd Bahadur n’a que douze ans lorsque son père décède (1316). Son pouvoir alimente le ressentiment des nobles qui conspirent contre lui, mais échouent (1319). Devenu adulte, Abu Saïd partage cette hostilité envers Chupan et l’éloigne de la cour. Chupan fuit à Herat, mais les Kert, qui y règnent alors, le tuent (1327). Ses fils s’enfuient soit vers la Horde d'or soit en Égypte chez les Mamelouks.

## Bagdâd Khâtûn
Les Chupanides ne sont pas totalement balayés hors de l'Iran. Une des filles de Chupan, renommée pour sa beauté, Bagdâd Khâtûn avait plu à Abu Saïd du vivant de Chupan. Elle s’était mariée avec Hasan Buzurg, fondateur de la dynastie des Jalayirides. Après la fuite de Chupan, par prudence, Hasan Buzurg divorce de Bagdâd Khâtûn qui se remarie avec Abu Saïd. Elle prend rapidement de l’influence et exerce les larges pouvoirs qui lui ont été donnés. On prétend, sans preuve, qu’elle est impliquée dans des conspirations contre l’Ilkhan et d’aucuns pensent qu’elle a provoqué la mort d’Abu Saïd le 1er décembre 1335. Abu Saïd n’a pas d’héritier. Un descendant à la quatrième génération d’Ariq Buqa le plus jeune frère d’Houlagou Khan, nommé Arpâ Khan ou Arpâ Ka’on est désigné comme successeur d’Abu Saïd. Il est dûment et rapidement intronisé le 5 décembre 1335,. Arpâ Khan accuse Bagdâd Khâtûn de la mort d’Abu Saïd et d’être l’instigatrice de l’attaque de la Horde d’Or contre lui. Il la fait exécuter le 16 décembre 1335,.

## Fin des Ilkhanides et règne de Hasan Kûtchek
La position d’Arpâ Khan est très faible. Pour asseoir son pouvoir il épouse Sati Beg sœur d’Abu Saïd et veuve de Chupan. Une petite-fille du Chupan, Delchâd Khâtûn est enceinte, comme son enfant peut devenir un prétendant au trône cela représente un danger pour Arpâ Khan. Par prudence Delchâd Khâtûn s’enfuit à Diyarbakir. Le gouverneur de la région prend ce prétexte pour attaquer l’Ilkhan et le vaincre. Arpâ Khan, abandonné même par ceux qu’il a rétablis dans leurs fonctions alors qu’ils avaient été évincés par Abu Saïd, est tué par son adversaire le 15 mai 1336,. Le Jalayiride Hasan Buzurg se marie avec Delchâd Khâtûn qui lui donnera des enfants futurs héritiers du royaume.
Tandis que les Jalayirides confortent leur position en Irak, les Chupanides doivent rester actifs. Le Chaykh Hasan Kûtchek, fils de Temür Tash et petit-fils de Chupan rassemble la majeure partie de la famille autour de lui. Il vainc son cousin, le Jalaiyride Hasan Buzurg en 1338 et installe le royaume des Chupanides dans la région de Tabriz. Il met sur le trône des Ilkhanides Sati Beg, sœur d’Abu Saïd et veuve de Chupan et d’Arpâ Khan. Pour garder son influence, Hasan Kûtchek oblige Sati Bey à se marier une troisième fois, avec le fantoche Sulayman Khan. Hasan Kûtchek continue ses combats contre les Jalayirides. Cette rivalité va se compliquer par les incursions de Togha Temür depuis le Khorasan. Néanmoins, les plus importants problèmes viennent de la famille elle-même, Hasan Kûtchek est obligé de combattre certains membres de sa famille ; certains d’entre eux s’allient aux Jalayirides et Hasan Kûtchek est contraint de traiter avec eux jusqu’à sa mort en 1343.

## Le déclin des Chupanides
La mort de Hasan Kûtchek provoque une lutte pour le pouvoir. C’est Malek Achraf, frère de Hasan Kûtchek qui l’emporte en éliminant ses oncles. En 1344, Malek Achraf a repris le contrôle du territoire chupanide. Comme ses prédécesseurs il utilise des souverains fantoches qu’il manipule pour imposer son autorité. Au cours de son règne, les Chupanides tentent de s’emparer de Bagdad possession de Jalayirides, mais il échoue lamentablement (1347). Il échoue aussi dans sa tentative de prise du Fars aux Injouïdes (1350). Son règne empire encore car Malek Achraf devient de plus en plus cruel. Ses sujets montrent de plus en plus leur insatisfaction. Lorsque les forces de la Horde d'or envahissent le royaume chupanide et prennent Tabriz, très peu de gens s’émeuvent de la perte du pouvoir des Chupanides (1357). Malek Achraf est exécuté par pendaison à Tabriz au milieu de réjouissances populaires. Sa descendance est probablement exécutée elle-aussi. Cela met définitivement fin au pouvoir des Chupanides.

## Les Chupanides actuels
Les descendants actuels des Chupanides en Iran portent encore le surnom dynastique d’Amir Chupani et résident essentiellement au Khorasan, en particulier dans la province de Machhad.

## La dynastie
| Dates     | Nom                                            | Fils de                                        |                                                              |
| --------- | ---------------------------------------------- | ---------------------------------------------- | ------------------------------------------------------------ |
| -1327     | Chupan                                         | Malek                                          | Éponyme des Chupanides, il ne règne pas.                     |
| 1338-1343 | Hasan Kûtchek                                  | Temür Tash                                     | Temür Tash est le fils aîné de Chupan. Hasan règne à Tabriz. |
| 1343-1357 | Malek Achraf                                   | Temür Tash                                     |                                                              |
| 1357      | Prise de Tabriz par Djanibeg de la Horde d'or. | Prise de Tabriz par Djanibeg de la Horde d'or. | Prise de Tabriz par Djanibeg de la Horde d'or.               |